# Saison 3 des Petits Meurtres d'Agatha Christie
Chronologie
Saison 2
Cet article présente les épisodes de la troisième saison de la série  Les Petits Meurtres d'Agatha Christie, mettant en scène le trio Beretta-Gréco-Bellecour.

## Distribution

### Personnages principaux
- Émilie Gavois-Kahn : Annie Gréco, commissaire (10 épisodes)
- Arthur Dupont : Maxime « Max » Beretta, inspecteur (10 épisodes)
- Chloé Chaudoye : Rose Bellecour, psychologue (10 épisodes)[n 1]

### Personnages récurrents
- Maryne Bertiaux : Delphine, l'épouse de Max[n 2]
- Quentin Baillot : Servan Legoff, divisionnaire[n 3]
- Benoît Moret : Jacques Blum, médecin légiste
- Nicolas Lumbreras : Bob, le gérant de l'hôtel
- Christèle Tual : Barbara Bellecour, la mère de Rose
- Grégoire Oestermann : Arnaud Bellecour, le père de Rose
- Saverio Maligno : l'inspecteur Râteau[n 4]
- Alexandre Russo : l'inspecteur Cassard[n 5]
- Mathieu Mazauric : Policier au service d'accueil

## Liste des épisodes

### Épisode 1:La Nuit qui ne finit pas
- France : 29 janvier 2021 sur France 2, en avant-première à partir du 22 janvier 2021 sur Salto
- Suisse : 26 janvier 2021 sur RTS Un

- France : 5,692 millions de téléspectateurs (24,6 % PDA)[1](première diffusion)

- Romane Portail : Anna Miller
- Lionel Erdogan : Tom Marsan
- Camille Dupont : Solange Beck
- Jean-Paul Bordes : Georges Daday
- Nicolas Cornille : Claude Varlin
- Jean-Pierre Martins : Richard Duval
- Marie-Jo Billet : Séverine Marsan
- Vincent Pietton : le clochard
- Jacques Schuler : Marc Soldo, journaliste

### Épisode 2:La Chambre noire
- France : 5 février 2021 sur France 2, en avant-première à partir du 29 janvier 2021 sur Salto
- Suisse : 2 février 2021 sur RTS Un

- France : 5,287 millions de téléspectateurs (22,8 % PDA)[4](première diffusion)

- Cyril Lecomte : John Berger
- Aggy K Adams : Jane Malory
- Jérôme Kircher : François Seban
- Loïc Legendre : Pierre-Victor Kozak / PVK
- Pierre Cartonnet : Thierry Dampierre
- Natalia Dontcheva : Ève Laverne
- Fleur Geffrier : Bérangère
- Cédric Moreau : Giovanni
- Anne-Charlotte Tailliez : Suzie
- Bernard Debreyne : le gardien de nuit
- Tito Eluki : l'infirmier de l'hôpital Delacroix

### Épisode 3:Le Vallon
- France : 10 décembre 2021 sur France 2[réf. nécessaire], en avant-première à partir du 3 décembre 2021 sur Salto
- Suisse : Prochainement sur RTS Un

- Pierre Cassignard : Pr Fabrice Rivière
- Thomas Debaene : Dr Olivier Colin
- Aurélia Petit : Geneviève Rivière
- Raphaëlle Cambray : Véronique Delmas
- Esteban : Paulo Romero
- Xavier Mémeteau : M. Simonin
- Manon Lheureux : Mme Caroline Simonin
- Franckie Defonte : le juge
- Nanou Harry : Marie
- Léonie Kerckaert : Agnès

Cet épisode est le dernier de la saison à être directement adapté d'un roman d'Agatha Christie, les autres étant basés sur des scénarios originaux inspirés des intrigues de cette dernière. Le tournage s'est déroulé entre la mi-octobre 2020 et début janvier 2021.
 Le tournage dans le cabinet de chirurgie esthétique s'est effectué à Villeneuve-d'Ascq sur le site de la Carsat Hauts-de-France, Allée Vauban. Cet épisode marque la dernière apparition à la télévision de Pierre Cassignard avant son décès le 20 décembre 2021.

### Épisode 4:Mourir sur scène
- France : 17 décembre 2021 sur France 2
- Suisse : Prochainement sur RTS Un

- Thomas VDB : Rico
- Louka Meliava : Gilbert Lacroix dit « Sky »
- Solange Frejean : Odile Vivier dite « Nelly »
- Stéphane Debac : Patrick Puech
- Bruno Georis : Georges Oskian
- Alice Daubelcour : Lilou, la fan venue de l'est
- Mélissandre Fortumeau : Sandrine Vivier, la sœur d'Odile
- Louis Barthelemy : Napo
- Hélène Nepos : Babeth
- Vincent Delcroix : Journaliste théâtre
- Lory Ferreira : Dealer

### Épisode 5:Quand les souris dansent
- Allemagne 21 février 2022 sur Sony Channel[14]
- France : 29 avril 2022 sur France 2[15]
- Suisse : Prochainement sur RTS Un

- Valérie Dashwood : Mme Maude
- Olivia Côte : Capitaine Leclerc / Cassandre
- Louise Grinberg : Mona
- Aude Legastelois : Flore
- Carolina Jurczak : Marion
- Jean-Louis Cassarino : Thierry Faucon
- Vassili Schneider : Antoine
- Jean-Benoît Ugeux : Serge
- Ener Tambwe : Janus
- Franck Andrieux : Rudy

### Épisode 6:Jusqu'à ce que la mort nous sépare
- Allemagne 7 mars 2022 sur Sony Channel[18]
- Suisse : 5 août 2022 RTS Deux[19]
- France : 5 mai 2023 sur France 2

- Luis Inacio : Denis Marchais
- Michel Lerousseau : François Boissière
- Lysiane Meis : Lisa Boissière
- Mikaël Halimi : Tristan Boissière
- Maryne Bertieaux : Sarah Legoupil
- Chloé Simoneau : Claire Antonelli
- Lindsay Bonné : Mireille Paradis
- Franck Renaud : le prêtre

### Épisode 7:Meurtres du3etype
- Allemagne : 27 février 2023 sur Sony Channel[20]
- Suisse : 13 août 2022 sur RTS Un
- France : 12 mai 2023 sur France 2

- Émilie Caen : Sylvia Denaux
- Marilyne Canto : Jacqueline Lacombe
- Julien Pestel : Jean-Luc Bossuet
- Jean-Noël Brouté : Yves Blanchard
- Bernard Gabay : Claude Lacombe
- Hugo Brunswick : Régis Chambasse
- Julia Garnier : Josette
- Emmanuel Plovier : le témoin
- Franck Muon : le paysan
- Marie Poulet : la paysanne
- Floriane Potiez : la patiente
- Fred Tanto : le chef des pompiers

### Épisode 8:En un claquement de doigt
- Allemagne : 6 mars 2023 sur Sony Channel[24]
- Suisse : 20 août 2022 sur RTS Un
- France : 13 octobre 2023 sur France 2

- Micha Lescot : Frédéric Light
- Charline Paul : Thérèse
- Clara Joly : Lauren
- Djibril Pavadé : Hans Keredine
- Isabel Aimé Gonzalez Sola : Isabelle Light
- Christian Benedetti : Jean Brunet
- Carole Le Sone : Nicole
- Robyn Wolf : l’amie de Nicole

### Épisode 9:Mortel karma
- Allemagne : 13 mars 2023 sur Sony Channel[25]
- France : 23 février 2024 sur France 2

- Lola Aubrière : Jade Baldini
- Jérôme Pouly : Charles
- Sophie Le Tellier : Nadine Saubot
- Lukas Ionesco : Benji
- Philippe Vieux : Lama Bhouti
- Xavier Lemaître : Pierre Baldini
- Elsa Canovas : Nanou

### Épisode 10:Meurtres au pensionnat
- Allemagne : 20 mars 2023 sur Sony Channel[28]
- France :  8 mars 2024 sur France 2

- Hélène Alexandridis : Maya Laroche
- Claire Romain : Julie Froment
- Julien Crampon : Yvan Laroche
- Nicolas Grandhomme : Hugues
- Paul Balent : Laurent
- Paul Lenoir : Rémy
- Fantine Gelu : Irène
- Rebecca Tetens : Claire la professeure
- Gabrielle Claeys : Maya enfant

## Audiences
| N° | Titre                              | Date de diffusion France  | Téléspectateurs | Part d'audience |
| -- | ---------------------------------- | ------------------------- | --------------- | --------------- |
| 1  | La Nuit qui ne finit pas           | vendredi 29 janvier 2021  | 5 692 000 *     | 24,6 %          |
| 2  | La Chambre noire                   | vendredi 5 février 2021   | 5 287 000 *     | 22,8 %          |
| 3  | Le Vallon                          | vendredi 10 décembre 2021 | 3 809 000 *     | 19 %            |
| 4  | Mourir sur scène                   | vendredi 17 décembre 2021 | 3 461 000 *     | 17,2 %          |
| 5  | Quand les souris dansent           | vendredi 29 avril 2022    | 3 843 000 *     | 19,5 %          |
| 6  | Jusqu'à ce que la mort nous sépare | vendredi 5 mai 2023       | 3 553 000*      | 19,2 %          |
| 7  | Meurtre du 3e type                 | vendredi 12 mai 2023      | 3 484 000*      | 19,2 %          |
| 8  | En un claquement de doigt          | vendredi 13 octobre 2023  | 2 773 000       | 13,8%           |
| 9  | Mortel Karma                       | vendredi 23 février 2024  | 2 911 000       | 14,9%           |
| 10 | Meurtres au pensionnat             | vendredi 8 mars 2024      | 3 051 000       | 16,5%           |

Légende :
- Les plus hauts chiffres d'audience
- Les plus bas chiffres d'audience
- (*) : Programme leader de la soirée

## Anachronismes
- Si vous ne connaissez pas le sujet, laissez ce bandeau (vous pouvez alors contacter les auteurs).
- Si vous supprimez le contenu mis en cause (vous pouvez préalablement contacter les auteurs),

argumentez précisément cette suppression dans la page de discussion
(un manque de référence n'est pas un argument ; une recherche réelle de référence doit avoir été effectuée, être formellement documentée).
En dépit du soin apporté aux décors et aux accessoires, quelques anachronismes peuvent être remarqués :
- L'inspecteur Beretta possède une Renault 15. Au moment où la commissaire Gréco la "réquisitionne" pour la première fois, Beretta la prévient : « Écoutez moi, elle n'est plus toute jeune, il faut du doigté. » ; la voiture n'a en effet plus l'air de toute première fraîcheur. Or, la première Renault 15 est sortie de l'usine en juillet 1971 et la série débute en 1972. Elle devrait donc être quasiment neuve.
- Dans l'épisode 1, la commissaire Gréco et Rose passent derrière une caravane dont l'immatriculation est postérieure à avril 2009.
- Dans l’épisode 1 La Nuit qui ne finit pas, l'un des personnages, Anna Miller, roule en Matra Bagheera. Or la production de ce modèle a débuté en 1973, alors que l'action de la série se déroule en 1972.
- Dans l'épisode 1, la Porsche 911 de Rose Bellecour a un support de badge télépéage collé sur le pare-brise derrière le rétroviseur intérieur (autour de la 34e minute de l'épisode).
- Dans l'épisode 2, Rose décrit les caractéristiques des « serial killers », concept nouveau venu d'Amérique ; mais le FBI n'a réellement commencé à étudier ces tueurs qu'à partir de la fin des années 1970.
- Dans l’épisode 2 un personnage fait référence au karaoke, qui n’est arrivé en France que dans les années 1990.

## Tournage et décors
- Les décors du commissariat, de l'appartement de Beretta et de l'hôtel de la commissaire sont installés dans une ancienne partie du Centre hospitalier de Lens : le pavillon Durot, ancienne unité de gériatrie[35].
- L'intérieur du château des Bellecour est tourné au Château du Vert-Bois à Bondues et l'extérieur est tourné à l'Hôtel Crépy Saint-Léger à Lille.
- L'inspecteur Beretta conduit une Renault 15.
- La psychologue Bellecour conduit une Porsche 911 ou 912.